# Vườn quốc gia Camooweal Caves
Vườn quốc gia các hang động Camooweal là một vườn quốc gia ở trung tây Queensland, Úc.
Hang Camooweal là một công viên quốc gia ở Queensland, Australia, cách Camooweal 15 km về phía đông nam và cách Brisbane-1720 km về phía tây bắc. 
Vườn quốc gia bao gồm 13.800 ha rừng bạch đàn, spinifex, wattle và cỏ Mitchell. Khả năng tiếp cận tới công chúng là hai hố đào mà hình thành trên 500 triệu năm bởi sự thấm nước thông qua lớp dolomit. Bàn picnic được cung cấp tại hố nước Nowranie.